# LGBTQIA+

Steagul LGBTQIA+

Prescurtat LGBTI, uneori LGBTIQ, LGBTQIA+, LGBT, LGBTIA+, LGBT+ LGBTQ, comunitatea queer, gay sau alte acronime) este un acronim care se referă la colectivitatea lesbiană, gay, bisexuală, transsexuală, transgen, queer, persoanele intersex, persoanele asexuale, aromantice, demisexuale, autosexuale, abrosexuale, pansexuale, trisexuale, polisexuale, poligame, poliamoroase, persoanele non-binare, persoanele care practică travesti (în unele situații), persoanele bi-curioase, non-heterosexuale, persoanele omnisexuale, transmasculine, și transfeminine. Pe scurt, orice persoană care nu corespunde normelor heteronormative. Contrar unor opinii răspândite, persoanele care manifestă parafilii nu sunt reprezentate de comunitatea LGBTQIA+. De mai bine de două secole, istoric documentat, comunitatea LGBTQIA+ sprijină și persoanele din alte minorități, nu neapărat minorități sexuale, precum persoanele cu altă culoare a pielii comparativ cu majoritatea unei populații, persoanele cu o fizionomie non-majoritară și aproape orice grup supus discriminării sau marginalizării. Comunitatea LGBTQIA+ sprijină de peste trei secole, înregistrat în istoria documentată și transmisă, mișcările feministe însă și mișcările ce țin de egalitatea de gen dar și de șanse. 
Utilizat încă din anii '80 [secolului trecut], termenul LGBT, care inițial înlocuia expresia „comunitate gay”, în care multe comunități nu se puteau regăsi. Utilizarea modernă a termenului trimite la diversitatea identităților sexuale, fiind folosit pentru oricine care este non-heterosexual și nu exclusiv pentru cei care sunt lesbiene, gay, bisexuali sau transsexuali. LGBT este atât de prezent încât a fost adoptat de majoritatea centrelor comunitare LGBT și de către mass-media în multe țări vorbitoare de limba engleză.
Mișcarea [de eliberare] LGBT a fost și încă este subiectul numeroaselor conflicte care gravitează în jurul instituțiilor sociale, și anume familia, căsătoria și munca. Campaniile multidimensionale de natură legală, politică și culturală reflectă dezbaterile complexe privind relația dintre lege, schimbarea socială. Pe măsură ce înțelegerea de către societate a diverselor identități sexuale, sexe, expresii de gen, practici sexuale, identități de gen, orientări sexuale sau/și romantice, relații non-normative din punct de vedere cultural și organizări de tip familial, a devenit mai inclusivă și mai documentată, la fel a devenit și acronimul folosit pentru a le descrie, astfel de la LGB din anii '70, apoi LGBT în anii '80-'90, în următoarea perioadă s-a ajuns la acronimul LGBTQIA+.

## Istorie
Personalități LGBTQ+:
Silvia Dellai: actrita pornografica, DJ: bisexuala (in viata de zi cu zi si in filme), 
Eveline Dellai: actrita pornografica, BDSM,  bisexuala
Lady Gaga: cantareata, actrita, compozitoare: bisexuala
Rupaul: actor, gay
Paddy O'Brien: actor pornografic gay

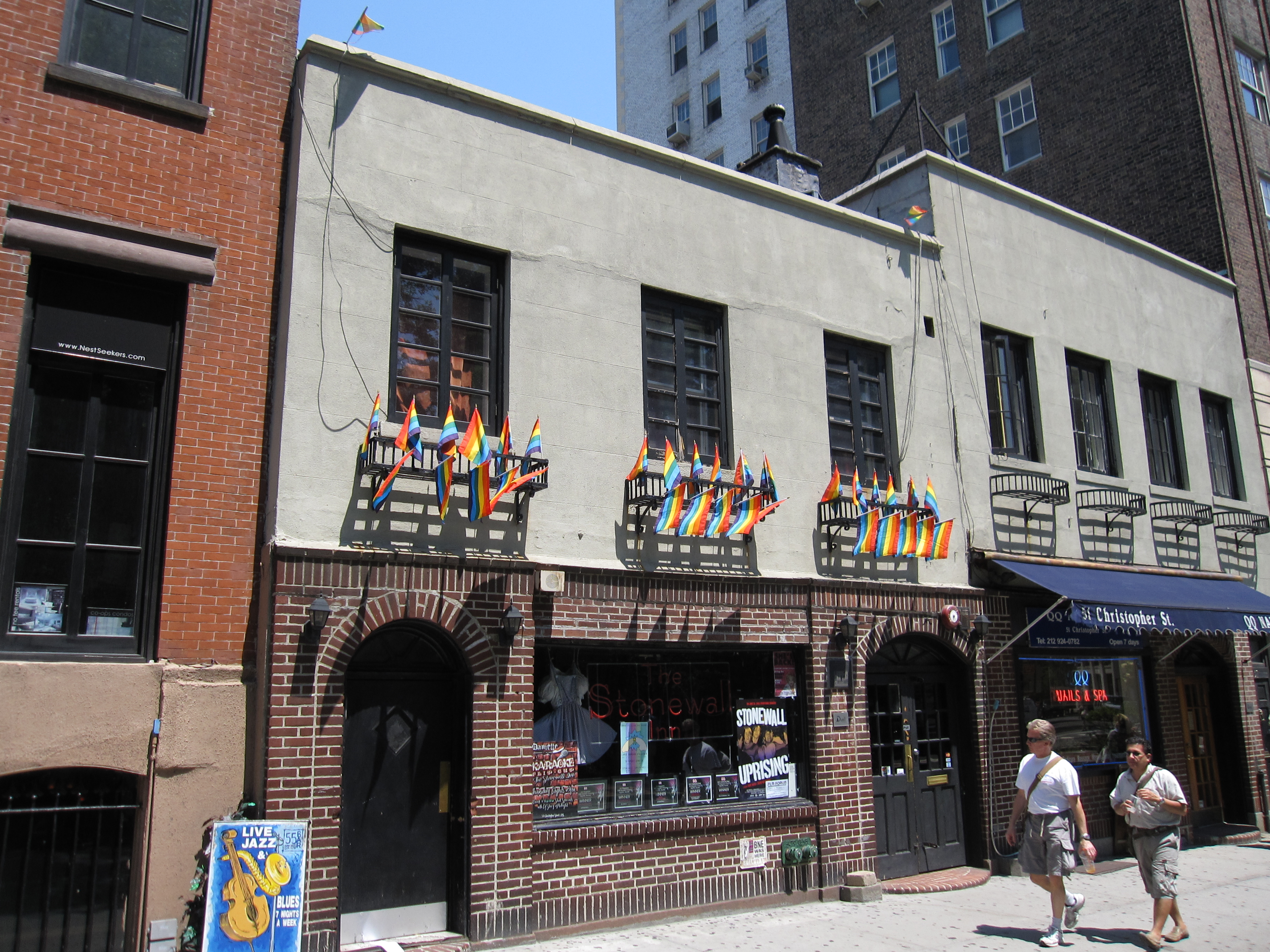
Revolta de la Stonewall este considerată ca fiind punctul declanșator al mișcării de eliberare gay.

Înaintea revoluției sexuale din anii '60, nu exista un termen comun pentru persoanele care nu sunt heterosexuale, cel mai apropiat fiind cel de "al treilea gen", cunoscut din anii 1860, care însă nu a fost acceptat. Termenul de "homosexual" a fost utilizat pentru prima dată de către Karl-Maria Kertbeny, în anul 1869, într-o scrisoare deschisă către ministrul de justiție al Prusiei prin care contesta legislația, care la acea vreme pedepsea aspru homosexualitatea. Înainte de acea dată, medicii foloseau termenul de "dorință sexuală inversată" ca pe un diagnostic pentru persoanele homosexuale. Foarte des a fost folosit și termenul de "nebunie morală". Legea vremii considera contactele sexuale dintre doi bărbați ca fiind o "perversiune", "sodomie", în timp ce homosexualii educați ai Europei se numeau pe ei înșiși ca fiind "inversați congenital", termen folosit pentru prima oară de neurologul neamț Richard von Krafft-Ebing.

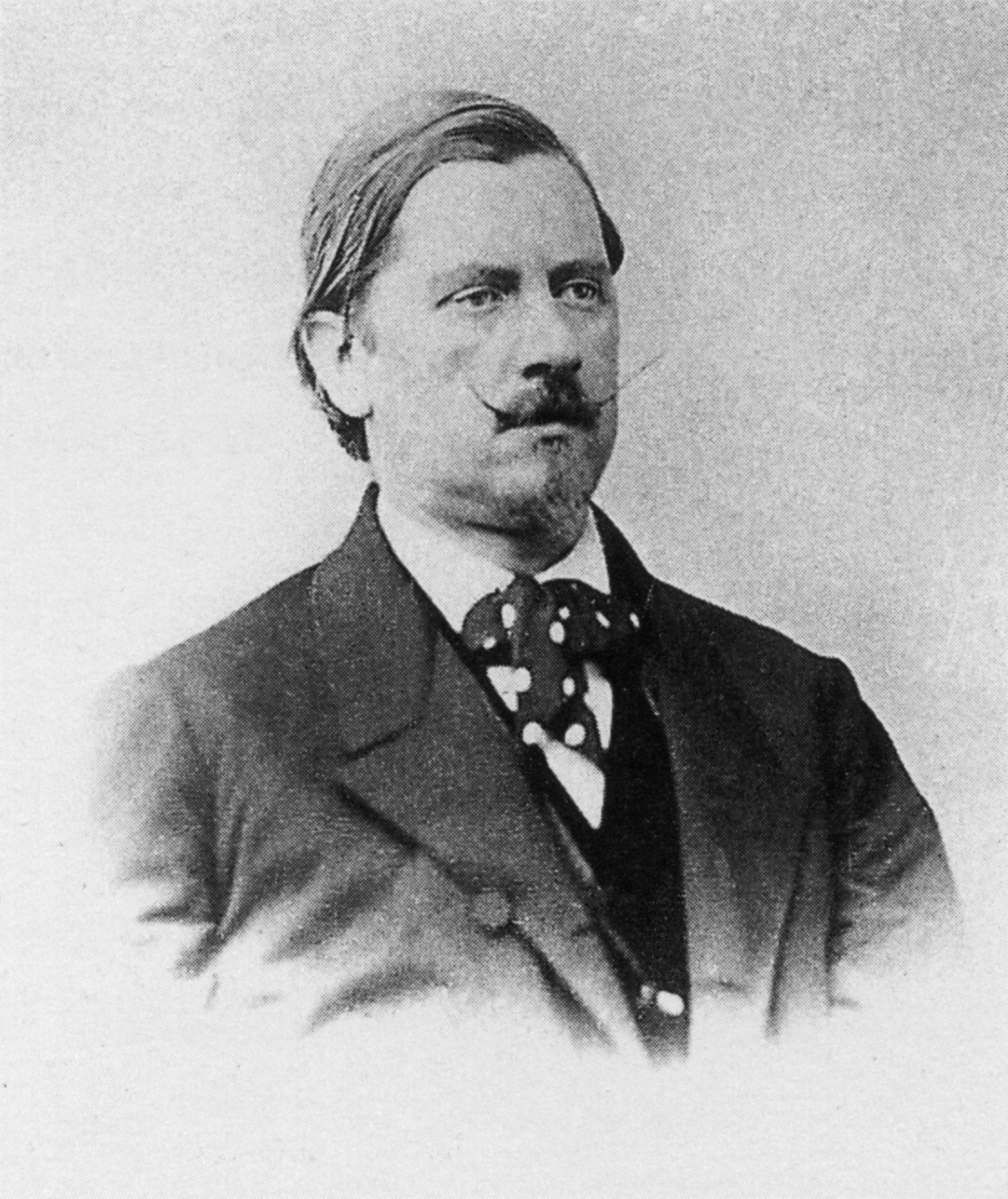
Maghiarul Karl-Maria Kertbeny a fost primul care a folosit termenul de „homosexual”.

Primul termen utilizat, "homosexual", a fost conceput să aibă conotații negative, fiind apoi înlocuit cu "homofil" și "gay". Se consideră că persoanele transsexuale jucau diverse stereotipuri, iar bisexualii erau pur și simplu gay sau lesbiene cărora le era frică "să iasă din dulap" (coming out of the closet) și să fie corecți despre identitatea lor. Mișcarea a cunoscut diverse greutăți, care continuă până astăzi.
Până spre 1990 discuțiile despre persoanele lesbiene, gay, bisexuale și transgen au devenit un lucru obișnuit, comun, cu respect egal în mișcarea respectivă. Deși comunitatea LGBT a stârnit controverse între ceilalți membri care ar fi trebuit să îi accepte (în particular din partea persoanelor transgen care au fost câteodată marginalizate de către comunitatea majoritară LGBT), termenul LGBT a fost un simbol pozitiv al incluziunii. În ciuda faptului că LGBT nu cuprinde toate persoanele fizice în comunitățile queer din punct de vedere formal (a se vedea Variante), termenul este general acceptat pentru a-i include pe cei care nu se identifică în acronimul standard din patru litere. Per ansamblu, folosirea termenului LGBT a fost, de-a lungul timpului, un mare ajutor pentru indivizii marginalizați dornici să se integreze în comunitate.

## Impactul persecutării asupra entităților statale
Articol principal: Impactul persecutării persoanelor LGBTI asupra statelor
Trebuie specificat că mișcarea de eliberare a persoanelor LGBTQIA+ și câștigarea drepturilor rezervate nu este despre destrămarea sau eliminarea capitalismului, comunismului sau a altor sisteme de guvernare precum celor liberare, autocratice, etc. ci despre eliminarea oricăror sisteme inflexibile de guvernare sau entități statale, sau orice alt construct social, care nu iau în considerare persoanele născute sau parte a comunității.

Numeroase state și imperii au implementat politici anti-LGBTI, contribuind astfel la marginalizarea și persecuția comunităților LGBTI. Printre exemplele istorice se numără Imperiul Bizantin, Statul Papal, Imperiul Otoman dar și Germania Nazistă, Japonia Imperială (peste care a fost aruncată bomba atomică denumită Little Boy din bombardierul denumit Enola Gay), Regatul României condus de Carol al II-lea, Imperiul Austro-Ungar, URSS și destramămarea coloniilor britanice din cauza efectelor legilor coloniale britanice aplicate în colonii și alte state sau formațiuni. Impactul acestor politici asupra stabilității și fragmentării entităților statale rămâne un subiect de dezbatere în rândul istoricilor și este adesea insuficient explorat. 
Și in ziua de astăzi state precum Federația Rusă își persecută proprii cetățeni, dar și pe cei din alte state, în special pe cei identificați ca născuți homosexuali sau intersex. Însă, prima categorie persecutată au fost lesbienele declarate, încă de dinainte de 2013. 

## Semnificația acronimului
Acronimul LGBT face referire la persoanele a căror identitate sexuală este de lesbiană, gay, bisexual sau transgen.
Lesbienele reprezintă femeile atrase emoțional și sexual de alte femei; poeta greacă Sappho a compus poezii despre femei ce iubeau alte femei, iar insula ei natală (Insula Lesbos) a condus la denumirea acestei identități sexuale.
Homosexualii (colocvial și gay, pronunțat [gej] ⓘ) reprezintă bărbații care sunt atrași în mod emoțional și sexual de alți bărbați. În trecut, termenul "gay" era tradus ca "fericit", "lipsit de griji" (din franțuzescul gai), dar și ca "licențios" (termen negativ care desemna lipsa restricțiilor morale și sexuale).
Bisexualitatea este una dintre cele trei orientări sexuale principale – hetero-, homo- și bisexual – clasificate până în prezent și reprezintă atracția romantică ori sexuală față de persoane de același sex sau de sex opus; cu toate că se crede că bisexualii sunt atrași în mod egal de ambele sexe, acest lucru nu este neapărat necesar. Această identitate sexuală este asumată de către o persoană fie ca un nivel tranzițional înaintea identificării ca lesbiană sau gay, fie când individul dorește să determine care sex îl atrage din punct de vedere sexual și emoțional. Deseori persoanele bisexuale mai sunt numite și pansexuale – adică cele care nu prezintă nicio preferință în fața sexului partenerului – însă aceasta este și diferența între un bisexual și un pansexual. Chiar dacă un bisexual nu are preferințe de sex, genul nu îi este indiferent, spre deosebire de pansexuali, care simt atracție sexuală față de orice fel de persoană, inclusiv transsexuali și hermafrodiți.
Persoanele transgen reprezintă persoanele care simt că există o diferențiere între genul conferit la naștere și genul care îi definește din punct de vedere interior. Aceștia aleg stilul de viață adecvat identității lor interioare și, uneori, indivizii optează pentru tratament medical hormonal și chirurgical pentru a dobândi o schimbare de sex, astfel încât aspectul lor fizic să coreleze cu trăirile lor. Persoanele care simt că nu se potrivesc cu niciunul dintre cele două sexe pot utiliza termenul de "genderqueer" sau "genderfluid", putând simți că sunt fie bărbat sau femeie, fie ambele sexe sau se situează undeva între cele două. Totodată pot considera că această delimitare a sexelor este prea restrictivă, identificându-se cu unul dintre numeroșii termeni genderqueer, precum "transboi", "bigendered" sau "al treilea gen".
Dacă identitățile sexuale ale lesbienelor, homosexualilor și bisexualilor fac referire la orientarea sexuală a unei persoane, a fi transgen nu face acest lucru, deoarece este vorba strict despre genul față de care aparții; persoanele transgen pot fi heterosexuale, homosexuale, lesbiene sau bisexuale.

### Variante
Există multe variante, inclusiv cele în care doar se schimbă ordinea literelor, termenii cei mai comuni și frecvenți fiind LGBT și GLBT. Deși identice din punct de vedere al sensului, LGBT poate avea conotații mult mai feministe decât GLBT prin plasarea inițialei pentru lesbiene prima. Neincluderea persoanelor transgen face ca acronimul să fie scurtat la LGB.
Acronimul poate să includă un Q adițional pentru "queer" sau "questioning" (englezescul pentru "întrebator"), câteodată abreviat cu un semn de întrebare și folosit pentru a desemna pe oricine care nu se identifică în primele patru categorii: LGBTQ, LGBTQQ, GLBTQ?. Alte variante pot include un U pentru cei nesiguri ("unsure"), un I pentru intersex, încă un T pentru travestiți, un TS sau cifra 2 pentru cei "cu două spirite", respectiv litera A pentru a-i desemna pe asexuali și aromantici. Unii pot adăuga un P pentru pansexuali sau poliamoroși și un O pentru omnisexuali. Includerea aliaților heterosexuali în acronimul LGBT a stârnit controverse, după ce mai mulți aliați au fost acuzați de folosirea cauzei LGBT pentru promovarea personală și câștigul de popularitate. De asemenea, diverși activiști LGBT au criticat viziunea heteronormativă a unor aliați heterosexuali.
Ordinea literelor nu este standardizată; adiția literelor face ca acronimul să poată inversa inițialele L și G, iar restul să aibă o altă ordine. De obicei, diferitele variante ale termenului nu reprezintă diferențe de politică în interiorul comunității, ci apar pur și simplu din preferințele în utilizarea lor de către persoane sau grupuri.
Termenii "pansexual", "omnisexual", "fluid" și "queer" sunt considerați parte a comunității bi. În același trend, termenii "transsexual" și "intersex" sunt priviți de unele persoane ca fiind sinonimi cu termenul "transgen", deși multe persoane transsexuale și intersex au obiecții (ambele din diferite motive).
SGL ("same gender loving" – "iubirea aceluiași gen") este de obicei folosit între bărbații homosexuali afro-americani ca o modalitate de a se distinge de ceea ce ei consideră ca fiind o comunitate LGBT dominată de albi. MSM ("men who have sex with men") este utilizat clinic pentru a descrie bărbații care întrețin relații sexuale cu alți bărbați, fără a face neapărat referire la orientarea lor sexuală.
Revista americană Anything That Moves (1990–2002) a creat acronimul FABGLITTER de la fetiș (cum ar fi comunitatea BDSM), aliați sau poliamoroși, bisexuali, gay, lesbiene, intersex, transgen, transsexual engendering revolution sau atracția interrasială; totuși, acest termen nu a intrat în uzul comun. Universitatea Wesleyan a introdus acronimul atotcuprinzător LGBTTQQFAGPBDSM pentru "lesbiene, gay, bisexuali, transgen, transsexuali, queer, questioning, flexibili, asexuali, genderfuck, poliamoroși, bondage/disciplină, dominanță/supunere și sadism/masochism".

## Orientare sexuală
Articol principal: Orientare sexuală
Orientarea sexuală reprezintă răspunsul erotic sau atracția sexuală direcționată spre indivizii aceluiași sex (homosexualitate), sexul opus (heterosexualitate) sau ambele sexe (bisexualitate). Identitățile sexuale reprezintă experiențele subiective ale dorințelor sau atracțiilor sexuale ale unei persoane. Adoptarea unei identități lesbiene, gay sau bisexuale implică într-o anumită măsură acceptarea sinelui privind dorințele homosexuale; o astfel de persoană ar putea considera ca "s-a născut homosexual", deși cauzele apariției homosexualității (precum și a heterosexualității) sunt necunoscute, iar experimentarea dorințelor homoerotice sau participarea în cadrul unor experiențe homosexuale nu determină dezvoltarea unei identități LGB.
Orientarea sexuală și romantică nu are legătură cu reproducerea sexuată. O persoană asexuală, bisexuală, heterosexuală sau homosexuală poate avea sau nu progenituri. Sexul reproducător nu necesită o orientare specifică, deoarece orientarea sexuală se referă, de regulă, la un model de durată de atracție sexuală și emoțională pe termen lung, care duce adesea la legături sociale pe termen lung, în timp ce reproducerea necesită doar un singur act de copulare pentru a fertiliza ovulul prin spermatozoizi.   

## Mișcarea de eliberare a persoanelor LGBT la nivel global
|  | Relațiile homosexuale sunt legale            |  |                                                                  |
|  | Căsătorie1                                   |  | Căsătoriile sunt recunoscute, dar nu practicate1                 |
|  | Uniune civilă1                               |  | Coabitare neînregistrată1                                        |
|  | Cuplurile de același sex nu sunt recunoscute |  | Legi care restricționează libertatea de exprimare și de asociere |
|  | Relațiile homosexuale sunt ilegale           |  |                                                                  |
|  | Pedeapsă neaplicată2                         |  | Închisoare                                                       |
|  | Până la închisoare pe viață                  |  | Pedeapsa cu moartea                                              |

### Africa
Cu excepția Africii de Sud, drepturile LGBT în Africa sunt foarte limitate în comparație cu multe alte regiuni ale lumii. Din cele 55 de state recunoscute de NATO și Uniunea Africană, potrivit International Lesbian and Gay Association, homosexualitatea este ilegală în 34 de țări. Human Rights Watch menționează și faptul că alte două țări, Benin și Republica Centrafricană, nu interzic homosexualitatea, dar au anumite legi care se aplică diferit indivizilor heterosexuali și homosexuali.

Activitatea homosexuală între adulți nu a fost incriminată niciodată în Burkina Faso, Republica Centrafricană, Ciad, Republica Congo, Coasta de Fildeș, Republica Democrată Congo, Djibouti, Gabon, Madagascar, Mali, Niger și Rwanda, majoritatea foste colonii franceze.
Începând cu anul 2011, numeroase țări dezvoltate din Vest au luat în considerare sau au pus în aplicare legi care limitează sau interzic sprijinul
financiar către țări care îngrădesc drepturile homosexualilor. În ciuda acestui fapt, multe țări africane au refuzat să îmbunătățească drepturile LGBT, iar în unele cazuri au elaborat legi pentru a mări sancțiunile împotriva persoanelor LGBT, cel mai recent exemplu fiind cel al Ugandei. Mulți lideri africani consideră că homosexualitatea a fost adusă din alte părți ale lumii. Totuși, intelectuali și oameni de știință afirmă că homosexualitatea a fost mult timp parte a diverse culturi africane.
În Mauritania, Sudan și nordul Nigeriei (controlat de gruparea extremistă Boko Haram), homosexualitatea este pedepsită cu moartea. În Uganda, Tanzania și Sierra Leone, nelegiuitorii pot primi închisoare pe viață pentru acte homosexuale. În plus față de incriminarea homosexualității, Nigeria a introdus legi care le interzic familiilor, aliaților și prietenilor heterosexuali ai LGBT să fie suportivi. Potrivit legislației nigeriene, un aliat heterosexual "care aplică, este martor, instigă sau ajută" la promovarea oricărei forme de homosexualitate sau ambiguitate de gen poate primi pedeapsă cu închisoare de până la 10 ani. La polul opus, Africa de Sud are cea mai liberală atitudine față de gay și
lesbiene, fiind singura țară din lume unde egalitatea bazată pe orientarea sexuală este menționată în constituție. Mai mult, Africa de Sud a legalizat căsătoriile gay în 2006.

### Americile și Insulele Caraibe
Membrii comunității LGBT au dus o luptă continuă pentru toleranță și recunoașterea drepturilor egale în cele doua Americi, doar recent existând un progres semnificativ în unele regiuni privind egalitatea totală. Cu toate acestea, mai există numeroase țări în care simpla existență a populației homosexuale este percepută ca o amenințare la statutul social, existând astfel acte zilnice de violență și discriminare a acestei comunități. Colonizarea spaniolă, portugheză, cea a Țărilor de Jos, precum și cea franceză și engleză, alături de fluxul sclavilor africani au modificat în mod radical atitudinea și opiniile locuitorilor indigeni. Etica bipolară promulgată de creștinism nu a permis ambiguitatea sexuală sau cea de gen, iar persoanele intitulate anterior de către amerindieni sau maiași ca fiind "două spirite" deveniseră subiectul persecutiilor și marginalizării.
Cele mai multe țări din America Centrală și America de Sud sunt încă în stadiile mijlocii de obținere a egalității pentru gay și lesbiene; în aceste teritorii, se încearcă obținerea protecției împotriva discriminării în public sau la locul de muncă, înlăturarea heterosexismului și homofobiei prin educație, alături de recunoașterea parteneriatelor domestice sau privilegiilor uniunii civile. Cu toate acestea, opoziția creștină îngreunează aceste procese.
Unele țări, precum Haiti, Jamaica sau Trinidad și Tobago, sunt în stadiile timpurii ale drepturilor civile gay; sub amenințarea continuă a violenței, grupuri de activiști gay acționează aproape în secret pentru a securiza un nivel de bază al drepturilor civile, pentru a stopa violența din partea populației și a poliției, dar și pentru a contracara negativitatea promovată de Biserica Catolică și alte organizații. În America Latină, cultura LGBT poate fi ințeleasă mai întâi prin prisma stereotipului bărbatului machismo; factorul dominant al unei ierarhii elaborate, unde femeile și copiii sunt subordonați bărbatului. Din punct de vedere sexual, bărbatul domină femeia, concentrându-se pe satisfacerea sa, iar femeia este considerată a fi un element slab, ale cărei dorințe sexuale în timpul actului sexual sunt neînsemnate.
Mulți bărbați machismo întrețin relații sexuale cu alți bărbați, atâta timp cât ei sunt partea activă a actului sexual; prin acest comportament, ei nu se identifică drept gay, iar termenul de MSM ("men who have sex with men") a fost înlăturat, din moment ce acești bărbați se consideră mai mult heterosexuali decât homosexuali. În cultura machismo, puterea este atribuită celui ce penetrează (participantul "activ") în defavoarea participantul "pasiv". Deși în cultura machismo se promovează disprețul pentru persoanele cu altă orientare sexuală, bărbații care descoperă că prezintă atracție pentru același sex vor suferi implicații negative severe privind propria persoană, ajungând să iși întemeieze o familie și, în același timp, să întrețină relații sexuale cu alți bărbați.
Circa 12% dintre cetățenii SUA se consideră pe sine LGBTQ.

### Asia
Experiențele comunității LGBT în Asia sunt la fel de variate ca și sistemele geopolitice întâlnite pe acest continent. Thailanda este țara care reprezintă cultura cea mai puțin homofobă de pe planetă, rezultat al miilor de ani de aderență la budism și slaba influență a forțelor colonizării externe. Comparativ cu aceasta, țările musulmane precum Bangladesh, Indonezia și Malaezia sunt periculoase datorită regulilor heteronormative și credințelor religioase homofobe care influențează politicile guvernamentale. Guvernele unor țări precum China sau Vietnam s-au îndepărtat de credința budistă pentru a accepta cât mai puțin comunitatea LGBT, în timp ce India (a cărei credință se bazează pe învățătura hindusă) este încă constrânsă de vechea legislație britanică ce condamna sodomia și îi marginaliza pe cei care nu se conformau normelor heterosexuale.
În regimurile islamice din Afghanistan, Brunei, Iran, Arabia Saudită și Yemen, activitatea homosexuală este sancționată cu pedeapsa capitală. La polul opus, Israel, Nepal, Filipine, Taiwan, Thailanda, Hong Kong, Japonia și Cipru sunt cele mai deschise față de comunitatea LGBT din Asia; Filipine este clasată pe locul nouă în lume într-un top al celor mai prietenoase țări cu persoanele gay în ciuda faptului că nu există nicio legislație care să recunoască căsătoriile homosexuale sau uniunile, în principal din cauza populației predominant catolice. Primul și singurul partid LGBT din lume, Ladlad, a fost fondat tot în Filipine, în 2003.

### Europa
Forțele geopolitice implicate în spațiul european sunt foarte complexe; cu fiecare modificare a puterilor guvernante sau a guvernelor, experiențele de viață ale membrilor comunității LGBT suferă modificări de asemenea, iar statutul curent al drepturilor acestora este dependent de aceste forțe.
Un prim exemplu este Polonia. Statul polonez este considerat a fi recunoscut homosexualitatea în 966 e. n., când conducătorul Mieszko I convertise la creștinism și unise mai multe regiuni ce vor constitui Polonia actuală. Înainte de această convertire, religia locală era un amalgam de credințe păgâne, unele care acceptau homosexualitatea, altele care o respingeau. În ciuda adoptării credinței creștine, comportamentele homosexuale erau uneori acceptate sau nu, în funcție de forțele culturale existente. În următoarea mie de ani, Polonia fusese subiectul numeroaselor schimbări ca imperiu, declarându-și supremația administrativă în anul 1025, iar către finele secolului al XIX-lea va adopta codul ce va decriminaliza sodomia, după modelul francez în urma alianței cu Franța în perioada 1789–1791 și finalizat de Napoleon în 1810 sub forma Codului Penal. Cu toate că va deveni independentă în 1918, guvernarea comunistă ce va persista până în 1989 va conduce spre reconceptualizarea homosexualității ca și stare patologică, iar membrii comunității LGBT erau mereu internați și trimiși pentru a se trata de homosexualitate. Aderarea Poloniei la Uniunea Europeană în 2004 avea ca și condiție la nivel național implementarea unei legislații antidiscriminare, care interzicea discriminarea pe baza orientării sexuale la angajare.
14 din cele 22 de țări la nivel global care au legalizat căsătoriile homosexuale sunt situate în Europa. De asemenea, alte 13 țări europene au legalizat uniunile civile sau alte forme de recunoaștere a cuplurilor homosexuale. Austria, Italia, Ungaria și Elveția intenționează să legalizeze căsătoriile homosexuale în viitorul apropiat. Pe cealaltă parte, constituțiile statelor Belarus, Bulgaria, Croația, Ungaria, Letonia, Lituania, Moldova, Muntenegru, Polonia, Serbia, Slovacia și Ucraina recunosc căsătoria doar ca uniunea consimțită între un bărbat și o femeie. În România, situația cuplurilor homosexuale este complicată, în pofida îmbunătățirii legislației în acest domeniu de la abolirea controversatului Articol 200 în anul 2001. Acestea sunt deseori subiectul discriminării din partea populației predominant ortodoxe.

### Oceania
Oceania, asemenea altor regiuni, are o legislație diversificată în ceea ce privește homosexualitatea. Aceasta variază de la drepturi garantate comunității LGBT (căsătorie în Noua Zeelandă și Insulele Pitcairn) la sancțiuni penale în Kiribati sau Nauru.

## Mișcarea de eliberare a persoanelor LGBT+ în România
În general, România este considerată a fi una dintre cele mai homofobe țări europene, caracterizată de lipsa legislației privind persoanele LGBT, un climat social advers transpus într-o cultură LGBT slab dezvoltată, precum și mobilizarea slabă privind drepturile LGBT. În societatea românească, Biserica Ortodoxă Română are un loc special în ceea ce privește deciziile domestice, activând precum o busolă morală pentru societate, 87% dintre români fiind procentajul uzat de aceasta ca și bază a intervenției în zona politică, cu toate că România este un stat secular.
Măsurile legale împotriva homosexualității au fost introduse pentru prima oară în România în anul 1936, lege care a cunoscut reforma în anul 1968, în momentul când ideologia comunistă a cerut modificarea acesteia. Cu toate că termenul de "homosexual" nu era menționat explicit în nicio altă lege, un articol din Codul Penal românesc, Articolul 200, condamna toate actele sexuale consensuale dintre bărbați sau femei. În baza acestui articol, "relațiile sexuale între persoanele de același sex vor fi pedepsite cu închisoarea de la un an la cinci ani". Acesta va rămâne în vigoare până în anul 1996, când o primă reformă a reușit să modifice acest articol: relațiile sexuale între membrii aceluiași sex atrag după sine sancțiunea dacă "sunt săvârșite în public sau rezultă într-un scandal public".
În România, homosexualitatea și exprimarea ei a fost interzisă complet, persistând până în anul 2001, când homosexualitatea a fost dezincriminată datorită presiunii europene în momentul când România dorea să devină membră a Uniunii Europene, precum și datorită unui lobby internațional organizat prin intermediul asociației ACCEPT. Tema parteneriatului civil gay a fost menționată în anul 2006 în cadrul conferinței de presă ce lansa GayFest, eveniment anual organizat de ACCEPT. Reprezentanții Bisericii Ortodoxe Române, precum și vocile naționaliste și-au făcut cunoscute opiniile în mass-media.
Începând cu anul 2004, la Cluj-Napoca, Be An Angel România (BAAR) organizează festivalul internațional de film Serile Filmului Gay. Prima paradă LGBT din România a avut loc în 2005, în București, în cadrul festivalului GayFest organizat de ACCEPT.
În mai 2010, Remus Cernea devine primul politician român care ia parte, împreună cu alți membrii de vârf ai Partidului Verde, la GayFest. În 2012, Remus Cernea participă la parada gay în calitate de consilier de stat, fiind unul dintre puținii politicieni ocupând un loc în Camera Deputaților care sprijină cauza LGBT prin acțiuni concrete.

### Organizații
- ACCEPT (site oficial), prima și cea mai mare organizație neguvernamentală din România care apără drepturile persoanelor LGBT
- Be An Angel, organizație pentru drepturile omului cu sediul la Cluj-Napoca
- MozaiQ, organizație comunitară a persoanelor LGBT, înființată în 2015
- GLAAD
- ILGA

## Nevoile comunității LGBTQIA+
Pentru persoanele parte a acestei comunități nevoile principale sunt:
- Dreptul la căsătorie între persoane de același sex;
- Dreptul la adopție în cuplu de același sex și de peste două persoane indiferent de sex și gen;
- Recunoasterea mondiala a muncii sexuale
- Recunoașterea legală persoanelor intersex;
- Recunoașterea legală persoanelor transgen și non-binare;
- Interzicerea criminalizării activității sexuale între persoane adulte de același sex sau gen;
- Incriminarea homofobiei;
- Incriminarea transfobiei;
- Dreptul la persoană reproductivă surogat plătită din bani publici;
- Obligativitatea promovării în mass-media de modele comportamentale viabile de cupluri queer, 4-20%;
- Informarea societății, plătită din bani publici, privind orientarea sexuală non-heterosexuală, identitatea non-cisgen și despre persoanele intersex care să ducă la includerea culturală și socială a persoanelor din întreaga comunitate LGBTQIA+;
- Acces nerestricționat la servicii de sănătate în funcție de cerințele specifice ale persoanelor LGBTQIA+;
- Statut consultativ la nivel social, media, politic și guvernamental pentru organizații care apără și sunt pentru extinderea drepturilor persoanelor din comunitatea LGBTQIA+;
- Dreptul la azil politic pentru cei care au fost persecutați pe baza orientării sexuale sau identității de gen.

## Informații corelate
- Queer
- Declarația de la Montreal
- Drepturi LGBT în România
- Căsătorii între persoane de același sex
- Steagul LGBT
- Articolul 200
- International Lesbian and Gay Association

- Comportamentul homosexual la animale
- Orientare sexuală
- Ordinea nașterii fraților și orientarea sexuală la bărbați
- Mediul și orientarea sexuală
- Hormonii prenatali și orientarea sexuală
- Demografia orientării sexuale
- Bisexualitate
- Asexualitate
- Homosexualitate
- Intersexualitate
- Bi-curiozitate
- Androsexualitate și ginesexualitate
- Sinuciderea în rândul tinerilor LGBT
- Adopție din partea cuplurilor de același sex
- Monosexualitate
- Grila de orientare sexuală Klein
- Scara Kinsey
- Non-heterosexual
- Transgen
- Transsexualism